# Heinz Schneiter
Heinz Schneiter (ur. 12 kwietnia 1935 w Thun, zm. w lipcu 2017) – szwajcarski piłkarz grający na pozycji obrońcy. W swojej karierze rozegrał 44 mecze w reprezentacji Szwajcarii, w których strzelił 3 gole.

## Kariera klubowa
Swoją karierę piłkarską Schneiter rozpoczął w klubie FC Thun. W jego barwach zadebiutował w sezonie 1954/1955 w pierwszej lidze szwajcarskiej. Na koniec debiutanckiego sezonu spadł z Thun do drugiej ligi. W 1956 roku odszedł do BSC Young Boys. W latach 1957–1960 wywalczył z klubem z Berna cztery kolejne tytuły mistrza Szwajcarii. W sezonie 1957/1958 zdobył z Young Boys Puchar Szwajcarii. W Young Boys grał do końca sezonu 1961/1962.
W 1962 roku Schneiter przeszedł do Lausanne Sports. W sezonie 1964/1965 wywalczył z klubem z Lozanny swoje piąte w karierze mistrzostwo kraju. W 1967 roku odszedł z Lausanne Sports i wrócił do FC Thun. Był w nim grającym trenerem. W 1969 roku zakończył karierę.

## Kariera reprezentacyjna
W reprezentacji Szwajcarii Schneiter zadebiutował 10 marca 1957 w zremisowanym 2:2 meczu eliminacji do MŚ 1958 z Hiszpanią, rozegranym w Madrycie. W 1962 roku został powołany do kadry Szwajcarii na mistrzostwa świata w Chile. Na nich był podstawowym zawodnikiem Szwajcarii i rozegrał trzy mecze: z Chile (1:3), z RFN (1:2) i z Włochami (0:3).
W 1966 roku Schneiter był w kadrze Szwajcarii na mistrzostwa świata w Anglii. Na tym turnieju wystąpił jeden raz, w meczu z RFN (0:5).
W kadrze narodowej od 1957 do 1966 roku Schneiter rozegrał 44 mecze, w których zdobył 3 bramki.